# ケプラー20d
ケプラー20d（英語: Kepler-20d）は、地球から見てこと座の方向に約900光年離れたところにある太陽よりやや小さなG型主系列星ケプラー20Aの周囲を公転している太陽系外惑星である。連星系であるケプラー20系の主星であるケプラー20Aを公転していることから、ケプラー20Adとも呼称される。
2011年にケプラー宇宙望遠鏡によるトランジット法での観測結果から発見され、同じくケプラー20Aを公転している他の4個の惑星と共に公表された。2023年に公表された研究結果では質量は天王星よりもやや小さい程度である地球の約13倍、半径は約2.6倍とされ、地球と海王星の中間程度であるサブ・ネプチューンクラスの規模を持つ惑星であると考えられている。半径はケプラー20A系の惑星の中ではケプラー20cに次いで2番目に大きく、質量はケプラー20A系で最も大きい。ケプラー20A系を公転している既知の惑星の中では最も外側の軌道を公転しており、公転周期は約78日である。
| 海王星 | ケプラー20d |
| ------ | ----------- |
| 海王星 | Exoplanet   |